# Phillip Noyce
Phillip Noyce (ur. 29 kwietnia 1950 w Griffith, w Nowej Południowej Walii) – australijski reżyser filmowy.

## Życiorys
Noyce jest australijskim filmowcem chętnie pracującym w Stanach Zjednoczonych. Od dwunastego roku życia mieszkał w Sydney. Pierwsze krótkie filmy zrealizował w wieku 18 lat, studiował w szkole filmowej. W dłuższym metrażu debiutował w 1977 (Backroads). Realizował filmy i seriale dla australijskiej telewizji.
Pod koniec lat 80. zaczął pracować w Hollywood, gdzie stał się specjalistą od kina sensacyjnego. Nakręcił m.in. obrazy na podstawie prozy Toma Clancy’ego: Czas patriotów (1992) i Stan zagrożenia (1994), oba z Harrisonem Fordem w roli głównej, oraz thriller erotyczny Sliver z Sharon Stone (1993). Był także reżyserem Świętego, remake'u angielskiego serialu z Valem Kilmerem w roli tytułowej i dreszczowca Kolekcjoner kości (1999) oraz Spokojnego Amerykanina z Michaelem Caine'em.
Najważniejszy swój film nakręcił jednak w ojczyźnie. W 2002 wyreżyserował Polowanie na króliki, obraz poświęcony australijskiemu skradzionemu pokoleniu. Jej bohaterkami są trzy dziewczynki, Aborygenki odebrane matkom i wychowywane w specjalnym zakładzie. Ruszają one w długą wędrówkę do domu, wzdłuż płotu powstrzymującego króliki. Fabuła filmu jest oparta na prawdziwych wydarzeniach z lat 30. XX wieku.

## Reżyseria (wybór)
- 1987 Cień pawia (Echoes of Paradise)
- 1989 Martwa cisza (Dead Calm)
- 1989 Ślepa furia (Blind Fury)
- 1992 Czas patriotów (Patriot Games)
- 1993 Sliver
- 1994 Stan zagrożenia (Clear and Present Danger)
- 1997 Święty (The Saint)
- 1999 Kolekcjoner kości (The Bone Collector)
- 2002 Polowanie na króliki (Rabbit-Proof Fence)
- 2002 Spokojny Amerykanin (The Quiet American)
- 2010 Salt
- 2014 Dawca pamięci (The Giver)
- 2016 Korzenie (Roots)